# Едвард Віттіг

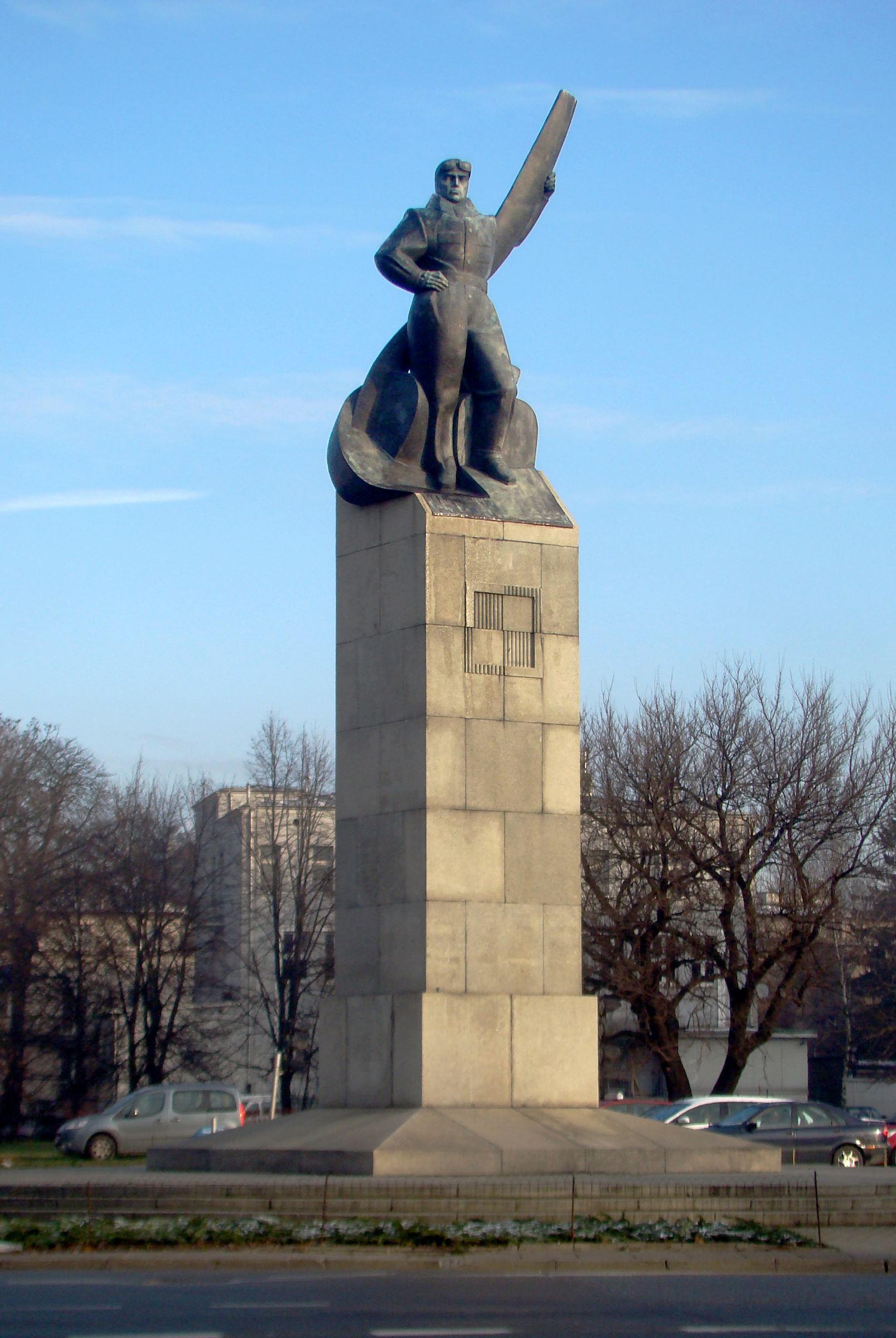
Віттіг Е. Пам'ятник Авіатору у Варшаві

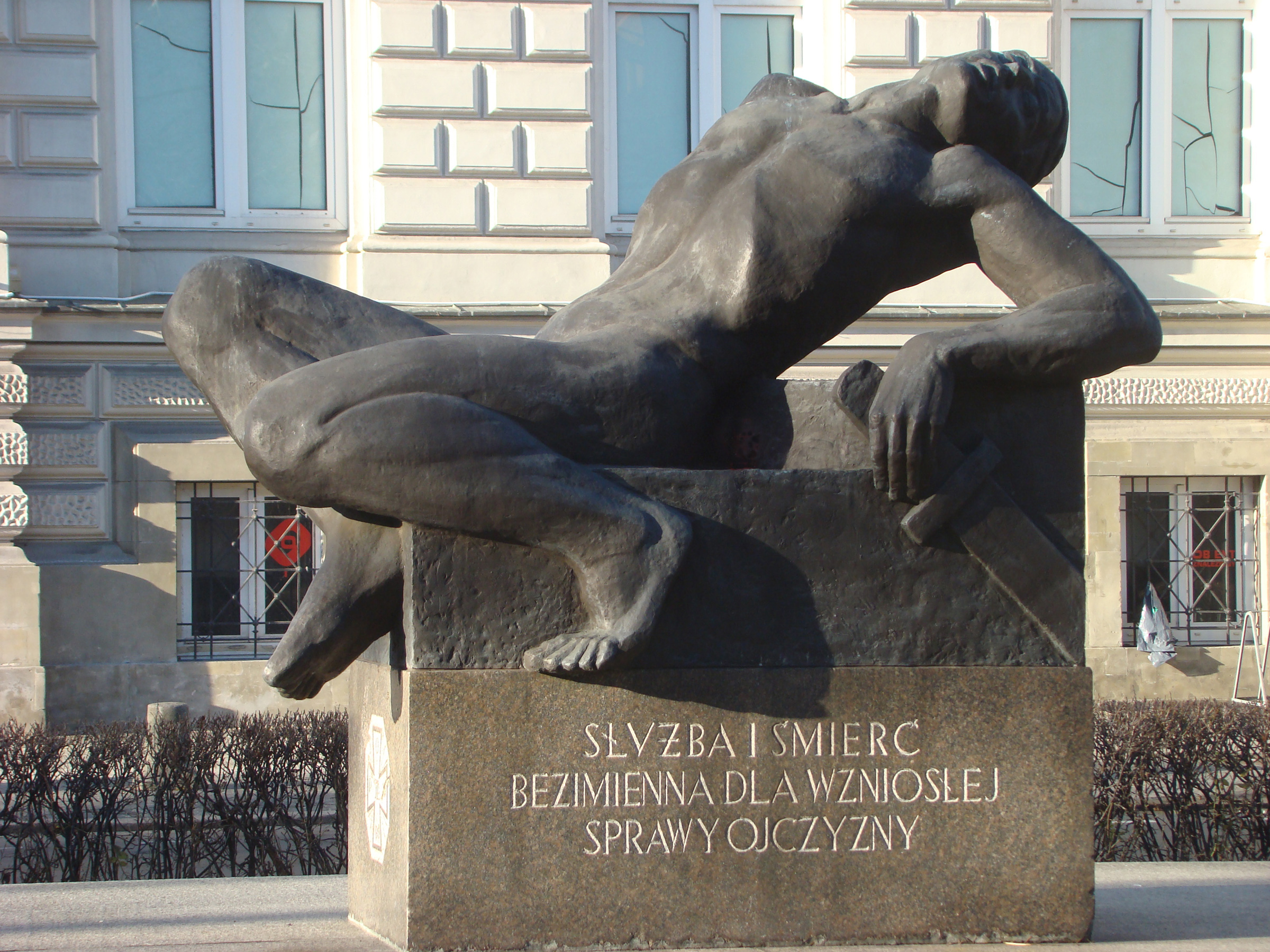
Віттіг Е. Пам'ятник загиблим членам Польської військової організації

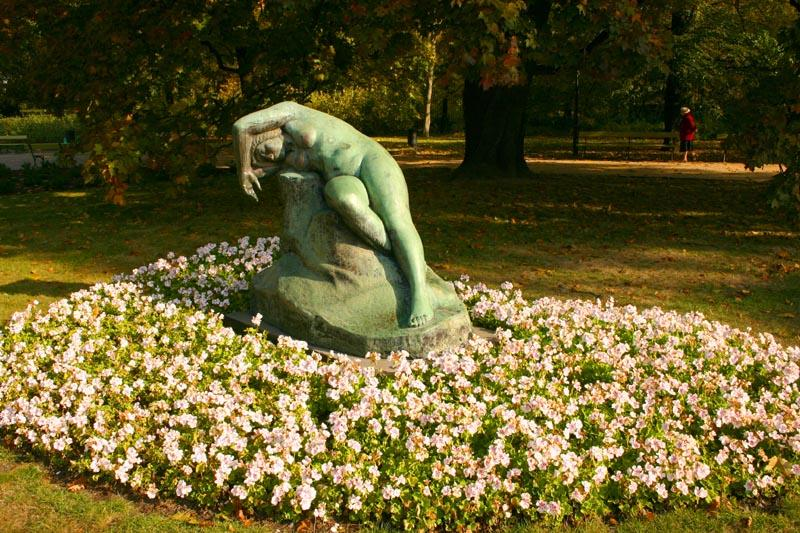
Віттіг Е. Скульптура «Єва» у Варшаві

Едвард Віттіг (пол. Edward Wittig; 22 вересня 1879, Варшава, Королівство Польське, Російська імперія — 3 березня 1941, Варшава, Польща) — польський скульптор, педагог, професор. Представник неокласицизму.

## Біографія
У 1898—1900 роках навчався в Академії образотворчих мистецтв (Відень), далі продовжив навчання в Національній вищій школі образотворчих мистецтв у Парижі. Одним із його друзів в цей період був фінський художник Магнус Енкель.
У 1909 році Едвард повернувся до Польщі, пізніше оселився на Поділлі.
Займався викладацькою діяльністю. У 1914—1920 рр. — професор Школи образотворчих мистецтв у Варшаві (нині Академія образотворчих мистецтв (Варшава)) і столичної політехніки, в 1937—1939 роках — Академії образотворчих мистецтв у Кракові.
У 1936 році був нагороджений «Золотими академічними лаврами» Польської академії знань за видатний внесок у польське мистецтво.
Помер в окупованій німцями Варшаві в 1941 році. Похований на Повонзківському цвинтарі.

## Творчість

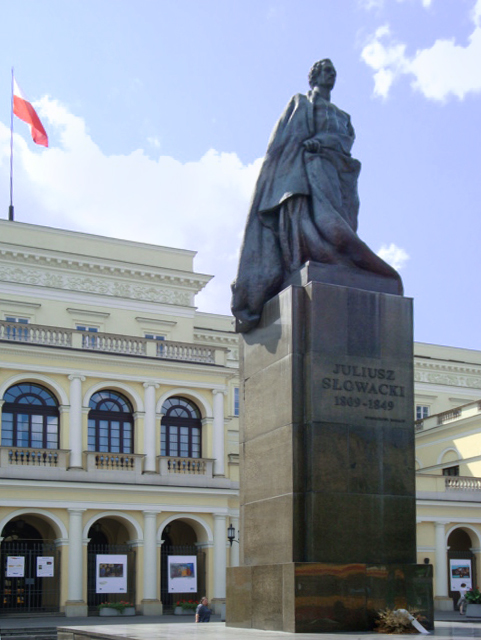
Віттіг Е. Пам'ятник Ю. Словацькому у Варшаві

У ранній період своєї творчості створив ряд скульптур у дусі символізму, перебуваючи під впливом творчості Огюста Родена та Арістида Майоля. З 1910 року почав схилятися до так званого нового класицизму — загальноєвропейської тенденції, яка була відповіддю на роденізм у скульптурі.
В 1915 році виклав своє творче кредо в опублікованій роботі «Читання про скульптуру», в якій засудив широке поширення в польському мистецтві імітації під Родена і закликав дотримуватися традицій.
Зрілим творам Е. Віттіга властиві пластична узагальненість і мужня простота форм.

Член товариства польських художників модерністської орієнтації «Штука» («Sztuka»; «Мистецтво») і групи «Ритм». З 1900 року брав участь у виставках товариства заохочення образотворчого мистецтва у Варшаві і Кракові (з 1903 року), а також за кордоном. У 1920 і 1924 роках — учасник Венеційської бієнале.

## Вибрані роботи
- «Сфінкс», 1904;
- «Ідол», 1906;
- «Молодість», 1907;
- «Єва», мармур, 1912—1920 (в Національному музеї (Варшава));
- «Боротьба», бронза, 1916 (в Національному музеї (Варшава));
- пам'ятник загиблим членам Польської військової організації, бронза, 1921, зруйнований в 1940, відновлений в 1999;
- пам'ятник Авіатору у Варшаві, бронза, 1923—1932, зруйнований в 1939—1944, відновлений в 1967;
- пам'ятник Ю. Словацькому в Варшаві, 1932, призначався для Львова, відкритий в 2002 й ін..

У багатому творчому доробку майстра — надгробки, бюсти, портретні медальйони тощо.